# Programme de l'Union européenne
Les programmes de l'Union européenne sont des projets financés en totalité avec le budget de l'Union européenne ou cofinancés avec les États membres ou d'autres partenaires. Ces programmes d'actions communautaires font l'objet d'un vote et d'une mise en application qui relève des compétences conjointes de la Commission, du Parlement et du Conseil de l'UE. Ils répondent concrètement aux politiques européennes mises en application grâce à « un large éventail de programmes et de fonds qui apportent un soutien financier à des centaines de milliers de bénéficiaires » (citoyens, entreprises, associations, institutions, etc.).

## Programmes adoptés sur la période 2014-2020
Dans le cadre financier pluriannuel 2014-2020, divers programmes sont approuvés afin de répondre aux cinq grands thèmes de la stratégie « Europe 2020 » :
- Compétitivité pour la croissance et l'emploi
- Cohésion économique, sociale et territoriale
- Croissance durable et ressources naturelles
- Sécurité et citoyenneté
- L'Europe dans le monde

### Compétitivité pour la croissance et l'emploi
Ce volet vise à promouvoir une politique économique de compétitivité des entreprises dans l'Union européenne afin de favoriser la croissance et l'emploi, la mobilité professionnelle et le progrès social, il se fonde sur l'article 3, paragraphe 3, du traité sur l'Union européenne (TUE) et les articles 8 à 10, 145 à 150, 156 à 159
et 162 à 164 du traité sur le fonctionnement de l'Union européenne (TFUE).
| Programme                                                          | Base légale | Montant (mio €) | Objectifs |
| ------------------------------------------------------------------ | --- | --------------- | --- |
| Mécanisme pour l'interconnexion en Europe                          | - Règlement (UE) no 1316/2013 établissant le mécanisme pour l'interconnexion en Europe - Règlement (UE) no 1315/2013 sur les orientations de l'Union pour le développement du réseau transeuropéen de transport - Règlement (UE) no 347/2013 concernant des orientations pour les infrastructures énergétiques transeuropéennes - Règlement (UE) no 283/2014 concernant des orientations pour les réseaux transeuropéens dans le domaine des infrastructures de télécommunications | 21 936,76       | Soutenir le développement de réseaux transeuropéens hautement performants, durables et aux interconnexions efficaces dans les secteurs de l'énergie, des télécommunications et des transports.                                                                                   |
| Copernicus                                                         | - Règlement (UE) no 377/2014 établissant le programme Copernicus | 4 291,48        | Assurer l'observation et le suivi réguliers de ses sous-systèmes, de l'atmosphère, des océans et des surfaces continentales. |
| Compétitivité des entreprises et des PME                           | - Règlement (UE) no 1287/2013 établissant un programme pour la compétitivité des entreprises et des petites et moyennes entreprises | 2 298,24        | Soutenir la compétitivité, la croissance et le développement durable des entreprises de l'Union, notamment des PME, et encourage l'esprit d'entreprise. |
| Douanes, fiscalité et lutte contre la fraude                       | - Règlement (UE) no 1294/2013 établissant un programme d'action pour les douanes dans l'Union européenne pour la période 2014-2020 (Douane 2020)) - Règlement (UE) no 1286/2013 établissant un programme d'action pour améliorer le fonctionnement des systèmes fiscaux dans l'Union européenne pour la période 2014-2020 (Fiscalis 2020) - Règlement (UE) no 331/2014 établissant un programme d'action en matière d'échanges, d'assistance et de formation, pour la protection de l'euro contre le faux monnayage (programme Pericles 2020) - Règlement (UE) no 250/2014 établissant un programme pour la promotion d'actions dans le domaine de la protection des intérêts financiers de l'Union (programme Hercule III) | 908,01          | Lutte contre la fraude, la contrebande, l'évasion fiscale, la corruption et toute autre activité illégale portant atteinte aux intérêts financiers de l'UE, y compris la lutte contre la contrefaçon d'euros.                                                                    |
| Programme pour l'emploi et l'innovation sociale                    | - Règlement (UE) no 1296/2013 établissant un programme de l'Union européenne pour l'emploi et l'innovation sociale et instituant un instrument européen de microfinancement Progress en faveur de l'emploi et de l'inclusion sociale | 919,47          | Soutenir les politiques sociales et de l'emploi dans toute l'UE. |
| Erasmus+                                                           | - Règlement (UE) no 1288/2013 établissant «Erasmus+»: le programme de l'Union pour l'éducation, la formation, la jeunesse et le sport | 14 774,52       | Stimuler les compétences et la capacité d'insertion professionnelle. |
| Galileo                                                            | - Règlement (UE) no 1285/2013 relatif à la mise en place et à l'exploitation des systèmes européens de radionavigation par satellite | 7 071,73        | Mettre en place un système mondial de navigation par satellite de pointe, fournissant un service de positionnement placé sous contrôle civil. |
| Horizon 2020                                                       | - Règlement (UE) no 1291/2013 portant établissement du programme-cadre pour la recherche et l'innovation «Horizon 2020» (2014-2020) - Règlement (UE) no 1290/2013 définissant les règles de participation au programme Horizon 2020 et les règles de diffusion de ses résultats - Décision établissant le programme spécifique d'exécution du programme Horizon 2020 - Règlement (UE) no 1292/2013 portant création de l'Institut européen d'innovation et de technologie - Décision no 1312/2013/UE concernant le programme stratégique d'innovation de l'Institut européen d'innovation et de technologie (EIT): la contribution de l'EIT à une Europe plus innovante                                                     | 79 401,83       | Garantir la compétitivité de l'Europe à l'échelle mondiale, ainsi que de renforcer sa position dans le domaine scientifique et son avance dans l'innovation industrielle en investissant massivement dans les technologies essentielles, l'accès aux capitaux et l'aide aux PME. |
| ITER                                                               | - Décision no 791/2013//Euratom du Conseil instituant une entreprise commune pour ITER et le développement de l'énergie de fusion et lui conférant des avantages | 2 985,62        | Démontrer le potentiel de la fusion nucléaire comme source d'énergie. |
| Programmes d'assistance au déclassement d'installations nucléaires | - Règlement (Euratom) no 1369/2013 du Conseil relatif au soutien de l'Union en faveur du programme d'assistance au déclassement d'installations nucléaires en Lituanie - Règlement (Euratom) no 1368/2013 du Conseil relatif au soutien de l'Union en faveur des programmes d'assistance au déclassement d'installations nucléaires en Bulgarie et en Slovaquie | 225,32          | Financent du déclassement de certaines installations nucléaires en Bulgarie, en Lituanie et en Slovaquie. |

### Cohésion économique, sociale et territoriale
Ce volet vise à promouvoir une politique régionale développement harmonieux des régions en réduisant, en particulier, l'écart entre les niveaux de développement des zones rurales, en transition industrielle et souffrant de handicaps naturels ou démographiques graves et permanents, il se fonde sur les articles 174 à 178 du traité sur le fonctionnement de l'Union européenne (TFUE) et les fonds sont gérés par l'intermédiaire du Fonds européen de développement économique et régional (FEDER) et du Fonds social européen (FSE).
| Programme                                                    | Base légale | Montant (mio €) | Objectifs |
| ------------------------------------------------------------ | --- | --------------- | --- |
| Fonds européen d'aide aux plus démunis                       | - Règlement (UE) no 223/2014 relatif au Fonds européen d'aide aux plus démunis | 3 800,00        | Soutenir les actions menées par les pays de l'UE pour apporter une assistance matérielle aux plus démunis.                                                                       |
| Fonds de cohésion                                            | - Règlement (UE) no 1303/2013 portant dispositions communes relatives aux fonds relevant du cadre stratégique commun - Règlement (UE) no 1300/2013 relatif au Fonds de cohésion | 74 928,36       | Réduire le retard économique et social ainsi que stabiliser l'économie des États membres dont le produit intérieur brut par habitant est inférieur à 90 % de la moyenne de l'UE. |
| Régions moins développées                                    | - Règlement (UE) no 1303/2013 portant dispositions communes relatives aux fonds relevant du cadre stratégique commun - Règlement (UE) no 1301/2013 relatif au Fonds européen de développement régional - Règlement (UE) no 1304/2013 relatif au Fonds social européen | 185 374,42      | Réduire le retard économique et social ainsi que stabiliser l'économie des régions dont le produit intérieur brut est inférieur à 75 % de la moyenne de l'UE.                    |
| Régions plus développées                                     | - Règlement (UE) no 1303/2013 portant dispositions communes relatives aux fonds relevant du cadre stratégique commun - Règlement (UE) no 1301/2013 relatif au Fonds européen de développement régional - Règlement (UE) no 1304/2013 relatif au Fonds social européen | 55 780,14       | Soutenir les régions dont le produit intérieur brut est supérieur à 90 % de la moyenne de l'UE.                                                                                  |
| Régions ultrapériphériques et à faible densité de population | - Règlement (UE) no 1303/2013 portant dispositions communes relatives aux fonds relevant du cadre stratégique commun - Règlement (UE) no 1301/2013 relatif au Fonds européen de développement régional | 1 562,99        | Assistance spécifique aux régions ultrapériphériques pour les aider à corriger les handicaps éventuels.                                                                          |
| Coopération territoriale                                     | - Règlement (UE) no 1303/2013 portant dispositions communes relatives aux fonds relevant du cadre stratégique commun - Règlement (UE) no 1299/2013 portant dispositions particulières relatives à la contribution du Fonds européen de développement régional à l'objectif «Coopération territoriale européenne» - Règlement (UE) no 1302/2013 relatif à un groupement européen de coopération territoriale (GECT) en ce qui concerne la clarification, la simplification et l'amélioration de la constitution et du fonctionnement de groupements de ce type | 10 228,81       | Aide les régions d'Europe à collaborer pour résoudre leurs problèmes communs. |
| Régions en transition                                        | - Règlement (UE) no 1303/2013 portant dispositions communes relatives aux fonds relevant du cadre stratégique commun - Règlement (UE) no 1301/2013 relatif au Fonds européen de développement régional - Règlement (UE) no 1304/2013 relatif au Fonds social européen | 35 701,31       | Soutenir les régions dont le produit intérieur brut se situe entre 75 % et 90 % de la moyenne de l'UE.                                                                           |
| Initiative pour l'emploi des jeunes                          | - Règlement (UE) no 1304/2013 relatif au Fonds social européen | 3 211,22        | Aider les jeunes qui ne travaillent pas, ne font pas d'études et ne suivent pas de formation, dans les régions dans lesquelles le taux de chômage des jeunes dépasse 25 %.       |

### Croissance durable et ressources naturelles
Ce volet vise à promouvoir une politique de croissance durable en matière de gestion des ressources naturelles, tant au niveau de la consommation, que de la production, il se fonde sur les articles 191 à 193 du traité sur le fonctionnement de l'Union européenne (TFUE) et les fonds sont gérés par l'intermédiaire du Fonds européen agricole pour le développement rural (FEADER) et du Fonds européen pour la pêche (FEP).
| Programme                   | Base légale | Montant (mio €) | Objectifs |
| --------------------------- | --- | --------------- | --- |
| Politique agricole commune  | - Règlement (UE) no 1306/2013 relatif au financement, à la gestion et au suivi de la politique agricole commune - Règlement (UE) no 1307/2013 établissant les règles relatives aux paiements directs en faveur des agriculteurs au titre des régimes de soutien relevant de la politique agricole commune - Règlement (UE) no 1308/2013 portant organisation commune des marchés des produits agricoles | 312 735,00      | Assurer un niveau de vie décent aux agriculteurs et de garantir aux consommateurs un approvisionnement alimentaire stable, sûr et à un prix abordable.                                                                                          |
| Affaires maritimes et pêche | - Règlement sur le Fonds européen pour les affaires maritimes et la pêche - Règlement (UE) no 1379/2013 portant organisation commune des marchés dans le secteur des produits de la pêche et de l'aquaculture - Règlement (UE) no 1380/2013 relatif à la politique commune de la pêche | 7 404,84        | Gérer les flottes de pêche européennes et la conservation des ressources halieutiques. |
| Programme Life              | - Règlement (UE) no 1293/2013 relatif à l'établissement d'un programme pour l'environnement et l'action pour le climat (LIFE) | 3 456,66        | Améliorer la mise en œuvre des politiques et de la législation de l'UE dans le domaine de l'environnement et du climat. |
| Développement rural         | - Règlement (UE) no 1305/2013 relatif au soutien au développement rural par le Fonds européen agricole pour le développement rural - Règlement (UE) no 1303/2013 portant dispositions communes relatives aux fonds relevant du cadre stratégique commun | 95 577,05       | Améliorer la compétitivité des secteurs agricole et sylvicole, préserver l'environnement et l'espace naturel, améliorer la qualité de vie et la diversification de l'économie rurale, et soutenir des approches locales du développement rural. |

### Sécurité et citoyenneté
Ce volet vise à promouvoir les différents aspects de la citoyenneté européenne en termes de liberté, de droits et de devoirs, mais également de sécurité, il se fonde sur l'article 9 du traité sur l'Union européenne (TUE) et les articles 18 à 25 du traité sur le fonctionnement de l'Union européenne (TFUE).
| Programme                                     | Base légale | Montant (mio €) | Objectifs |
| --------------------------------------------- | --- | --------------- | --- |
| Fonds Asile, migration et intégration         | - Règlement (UE) no 516/2014 instituant le Fonds Asile, migration et intégration - Règlement (UE) no 514/2014 portant dispositions générales applicables au Fonds Asile, migration et intégration et à l'instrument de soutien financier à la coopération policière, à la prévention et à la répression de la criminalité, ainsi qu'à la gestion des crises | 3 137,42        | Soutenir des actions portant sur tous les aspects de la migration, parmi lesquels l'asile, la migration légale, l'intégration et le retour des ressortissants de pays hors UE en séjour irrégulier. |
| Mécanisme de protection civile                | - Décision no 1313/2013/UE relative au mécanisme de protection civile de l'Union | 223,78          | Coordonner la réaction de l'UE aux catastrophes naturelles et d'origine humaine à l'intérieur et à l'extérieur de l'Union.                                                                          |
| Programme Consommateurs                       | - Règlement (UE) no 254/2014 du Parlement européen et du Conseil relatif à un programme Consommateurs pluriannuel pour la période 2014-2020 | 188,83          | Aider les citoyens à jouir pleinement de leurs droits en tant que consommateurs et à participer activement au marché unique.                                                                        |
| Europe créative                               | - Règlement (UE) no 1295/2013 établissant le programme Europe créative | 1 462,72        | Soutenir le cinéma et le secteur de la culture et de la création européens. |
| L'Europe pour les citoyens                    | - Règlement (UE) no 390/2014 du Conseil établissant le programme L'Europe pour les citoyens pour la période 2014-2020 | 185,47          | Soutenir des activités visant à améliorer les connaissances et la compréhension qu'ont les citoyens des valeurs et de l'histoire de l'UE.                                                           |
| Denrées alimentaires et aliments pour animaux | - Règlement (UE) no 652/2014 fixant des dispositions pour la gestion des dépenses relatives, d'une part, à la chaîne de production des denrées alimentaires, à la santé et au bien-être des animaux et, d'autre part, à la santé et au matériel de reproduction des végétaux. | 1 891,94        | Renforcer la mise en œuvre des normes de santé et de sécurité pour l'ensemble de la filière agroalimentaire.                                                                                        |
| Santé                                         | - Règlement (UE) no 282/2014 portant établissement d'un troisième programme d'action de l'Union dans le domaine de la santé (2014-2020) | 449,39          | Promouvoir la santé en Europe en encourageant les États membres à coopérer pour améliorer les politiques en faveur de la santé de leurs citoyens.                                                   |
| Fonds pour la sécurité intérieure             | - Règlement (UE) no 515/2014 du Parlement européen et du Conseil du 16 avril 2014 portant création, dans le cadre du Fonds pour la sécurité intérieure, de l'instrument de soutien financier dans le domaine des frontières extérieures et des visas - Règlement (UE) no 513/2014 du parlement européen et du Conseil du 16 avril 2014 portant création, dans le cadre du Fonds pour la sécurité intérieure,de l'instrument de soutien financier à la coopération policière,à la prévention et à la répression de la criminalité ainsi qu'à la gestion des crises | 3 764,23        | Soutenir la mise en œuvre de la stratégie de sécurité intérieure et l'approche de l'UE concernant la coopération en matière répressive, y compris la gestion des frontières extérieures de l'Union. |
| Systèmes informatiques                        | | 138,66          | Coopérer en matière de gestion des frontières pour garantir la sécurité des citoyens et des voyageurs dans l'UE au travers des systèmes d'information sur les visas et Schengen.                    |
| Programme Justice                             | - Règlement (UE) no 1382/2013 établissant un programme Justice pour la période 2014-2020 | 377,60          | Garantir l'application effective de la législation de l'UE en matière de justice civile et pénale.                                                                                                  |
| Droits, égalité et citoyenneté                | - Règlement (UE) no 1381/2013 établissant un programme Droits, égalité et citoyenneté pour la période 2014-2020 | 439,47          | Appliquer dans la pratique les droits et libertés des personnes en les faisant mieux connaître et en les mettant en œuvre de manière plus cohérente dans toute l'UE.                                |

### L'Europe dans le monde
Ce volet vise à promouvoir une politique étrangère propre aux instances de l'Union européenne, et notamment de son Service européen pour l'action extérieure (SEAE), il se fonde sur le chapitre 2 du traité de Lisbonne (Dispositions spécifiques concernant la politique étrangère et de sécurité commune).
| Programme                                                          | Base légale | Montant (mio €) | Objectifs |
| ------------------------------------------------------------------ | --- | --------------- | --- |
| Politique étrangère et de sécurité commune                         | - Chapitre 2 du traité de Lisbonne : Dispositions spécifiques concernant la politique étrangère et de sécurité commune | 2 338,72        | Préserver la paix et de renforcer la sécurité internationale, de promouvoir la coopération internationale, ainsi que de développer et de renforcer la démocratie, l'État de droit et le respect des droits de l'homme et des libertés fondamentales. |
| Instrument de financement de la coopération au développement       | - Règlement (UE) no 233/2014 portant établissement d'un instrument de financement de la coopération au développement pour la période 2014-2020 - Règlement (UE) no 236/2014 énonçant des règles et des modalités communes pour la mise en œuvre des instruments de l'Union pour le financement de l'action extérieure | 19 661,64       | Lutter contre la pauvreté dans les pays en développement, encourager un développement économique, social et environnemental durable, et promouvoir la démocratie, l'État de droit, la bonne gouvernance et le respect des droits de l'homme.         |
| EU Aid Volunteers                                                  | - Règlement (UE) no 375/2014 portant création du Corps volontaire européen d'aide humanitaire | 147,94          | Offrir une formation pratique aux volontaires humanitaires et garantir leur déploiement dans le cadre d'opérations d'aide humanitaire financées par l'UE dans le monde entier.                                                                       |
| Protection civile de l'UE et centre européen de réaction d'urgence | - Décision no 1313/2013/UE relative au mécanisme de protection civile de l'Union | 144,65          | Coordonner la réaction de l'UE aux catastrophes naturelles et d'origine humaine à l'intérieur et à l'extérieur de l'Union. |
| Instrument européen pour la démocratie et les droits de l'homme    | - Règlement (UE) no 235/2014 instituant un instrument financier pour la démocratie et les droits de l'homme dans le monde - Règlement (UE) no 236/2014 instituant des règles et des modalités communes pour la mise en œuvre des instruments pour l'action extérieure de l'Union                                      | 1 332,75        | Soutenir la promotion de la démocratie et des droits de l'homme dans les pays situés en dehors de l'UE. |
| Instrument européen de voisinage                                   | - Règlement (UE) no 232/2014 instituant un instrument européen de voisinage - Règlement (UE) no 236/2014 énonçant des règles et des modalités communes pour la mise en œuvre des instruments de l'Union pour le financement de l'action extérieure                                                                    | 15 432,63       | Encourager le renforcement de la coopération politique et l'intégration économique progressive entre l'Union et les pays voisins. |
| Fonds de garantie relatif aux actions extérieures                  | - Règlement (CE, Euratom) no 480/2009 instituant un Fonds de garantie relatif aux actions extérieures | 1 193,07        | Couvrir les défaillances des bénéficiaires de prêts et de garanties de prêts accordés à des pays hors UE ou en faveur de projets réalisés dans des pays hors UE.                                                                                     |
| Aide humanitaire                                                   | - Règlement (CE) no 1257/96 du Conseil concernant l'aide humanitaire | 147,94          | Fournir une assistance, des secours et une protection aux victimes de catastrophes naturelles ou d'origine humaine en dehors de l'UE. |
| Instrument relatif à la coopération en matière de sûreté nucléaire | - Règlement (Euratom) no 237/2014 instituant un instrument relatif à la coopération en matière de sûreté nucléaire | 225,32          | Promouvoir un niveau plus élevé de sûreté nucléaire et de radioprotection, ainsi que l'application de contrôles de sécurité effectifs et efficaces des matières nucléaires dans les pays non membres de l'UE.                                        |
| Instrument d'aide de préadhésion                                   | - Règlement (UE) no 231/2014 instituant un instrument d'aide de préadhésion - Règlement (UE) no 236/2014 énonçant des règles et des modalités communes pour la mise en œuvre des instruments de l'Union pour le financement de l'action extérieure                                                                    | 11 698,67       | Apporter un soutien financier aux pays candidats pendant la période de préparation à leur entrée dans l'Union. |
| Instrument contribuant à la stabilité et à la paix                 | - Règlement (UE) no 230/2014 instituant un instrument contribuant à la stabilité et à la paix - Règlement (UE) no 236/2014 énonçant des règles et des modalités communes pour la mise en œuvre des instruments de l'Union pour le financement de l'action extérieure                                                  | 2 338,72        | Permettre à l'UE de jouer un rôle de chef de file lorsqu'il s'agit de contribuer à prévenir les crises ou à réagir aux situations de crise ou de crise émergente à travers le monde.                                                                 |
| Aide macrofinancière                                               | | 564,56          | Octroyer des prêts et des subventions à des pays voisins de l'UE confrontés à des difficultés sérieuses, mais généralement à court terme, en matière de balance des paiements ou de budget.                                                          |
| Instrument de partenariat                                          | - Règlement (UE) no 234/2014 instituant un instrument de partenariat pour la coopération avec les pays tiers - Règlement (UE) no 236/2014 énonçant des règles et des modalités communes pour la mise en œuvre des instruments de l'Union pour le financement de l'action extérieure                                   | 954,76          | Défendre les intérêts de l'UE en soutenant la dimension extérieure des politiques internes, ainsi que de relever les grands défis mondiaux. |

## Sources

## Compléments